# Selenicereus glaber
Selenicereus glaber ist eine Pflanzenart in der Gattung Selenicereus aus der Familie der Kakteengewächse (Cactaceae). Das Artepitheton glaber leitet sich vom lateinischen Adjektiv glaber für ‚glatt‘ bzw. ‚kahl‘  ab und verweist auf die kahlen Triebe.

## Beschreibung
Selenicereus glaber wächst kletternd mit flach auf dem Substrat liegenden oder hängenden Trieben, die seitlich verzweigen und zahlreiche Luftwurzeln ausbilden. Die hellgrünen Triebe sind an ihrer Basis etwas drehrund, darüber dreikantig und zwischen den Rippen flach bis etwas konkav. Sie sind 2 bis 3 Meter lang und erreichen einen Durchmesser von 1,5 bis 4,5 Zentimeter. Die auf den Trieben befindlichen anfangs schwarz bewollten Areolen werden später weiß. Es sind bis zu fünf cremefarbene Dornen vorhanden, die 1 bis 3 Millimeter lang sind.
Die trichterförmigen, cremefarbenen Blüten sind 9 bis 14 Zentimeter lang und erscheinen einzeln an oder nahe der Triebspitze. Ihr Perikarpell ist mit bräunlich schwarzer Wolle und zahlreichen verdrehten Borsten sowie bis zu zwölf geraden, stechenden, bis zu 1 Zentimeter lang Dornen besetzt. Die kugelförmigen, trüb hellgelben Früchte duften und besitzen eine Länge von bis zu 7 Zentimeter. Sie sind mit zahlreichen Dornen und Haaren besetzt. Ihr Fruchtfleisch ist weiß.

## Verbreitung, Systematik und Gefährdung
Selenicereus glaber ist im mexikanischen Bundesstaat Chiapas sowie in Guatemala und El Salvador verbreitet.
Die Erstbeschreibung als Cereus glaber erfolgte 1910 durch Friedrich Eichlam. Salvador Arias Montes und Nadja Korotkova stellten die Art 2017 in die Gattung Selenicereus. Diese Umkombination war jedoch ungültig, da ein direkter Verweis auf das Basionym fehlte. Die gültige Umkombination wurde 2018 veröffentlicht. Weitere nomenklatorische Synonyme sind Werckleocereus glaber (Eichlam) Britton & Rose (1917) und Weberocereus glaber (Eichlam) G.D.Rowley (1982).
Es werden folgende Unterarten unterschieden:
- Selenicereus glaber subsp. glaber
- Selenicereus glaber subsp. mirandae (Bravo) S.Arias & N.Korotkova ex M. van der Meer

In der Roten Liste gefährdeter Arten der IUCN wird die Art als „Least Concern (LC)“, d. h. als nicht gefährdet geführt.

## Nachweise